# Vaccinium chaetothrix
Vaccinium chaetothrix är en ljungväxtart som beskrevs av Hermann Sleumer. Vaccinium chaetothrix ingår i Blåbärssläktet, och familjen ljungväxter. Inga underarter finns listade i Catalogue of Life.